# De Warft
De Warft war der Name einer Künstlergruppe aus Schleswig-Holstein, die im Jahr 1926 gegründet wurde. Der friesische Name der Gruppe leitet sich von den künstlich aufgeschütteten Siedlungshügeln auf den nordfriesischen Halligen ab. Der Verein organisierte mehrere Ausstellungen mit Werken seiner Mitglieder. Ab Mitte 1930 verlieren sich die Spuren der Gruppe. 
Die Mitglieder waren:
- Franz Frahm-Hessler
- Willy Graba
- Hans Grohs und Elma Grohs-Hansen
- Adolf von Horsten
- Max Kahlke
- Jan Laß
- Karl Opfermann
- Ingwer Paulsen
- Will Spanier
- Otto Thämer